# Литовська Республіка (1918—1940)
Литовська Республіка (лит. Lietuvos Respublika) — держава в Північній Європі, що існувала з 1918 по 1940 рік. Столицею держави в 1918—1919 роках був Вільнюс, але після Польсько-литовської війни перейшов під контроль Польської Республіки, столиця Литви була тимчасово перенесена до міста Каунас.

## Здобуття незалежності

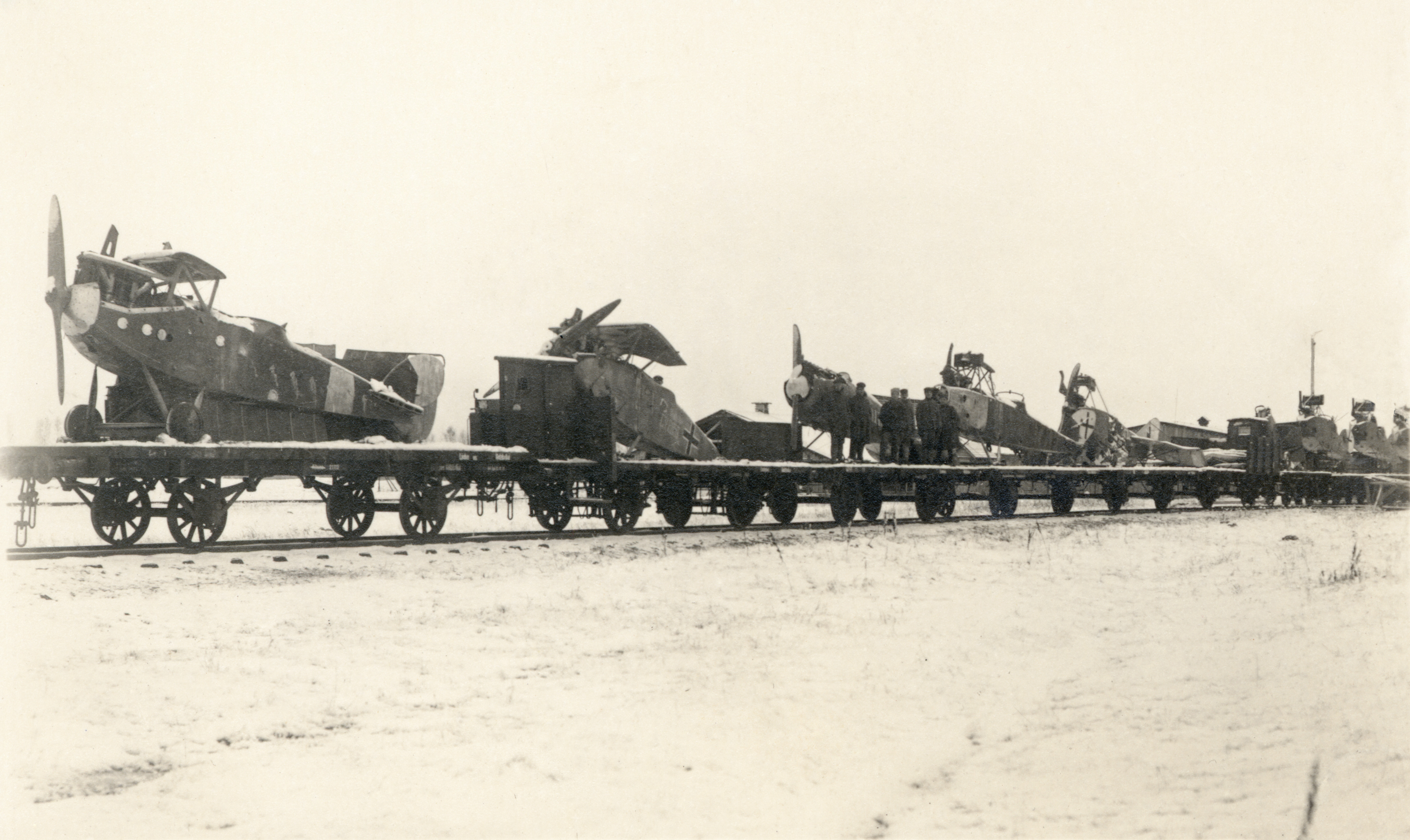
Трофейні літаки Західної добровольчої армії, які литовська армія захопила після боїв під Радвілішкіс у 1919 року

16 лютого 1918 року у Вільно Литовська Таріба (Рада Литви) проголосила незалежність держави. Це вже друге за кілька місяців проголошення незалежності Литви. На відміну від ухваленої 11 грудня 1917 року декларації, документ від 16 лютого говорить про повну незалежність Литви — і від Росії, і від Німеччини.
Однак документ від 16 лютого дає самостійність лише «на папері». Після заключення Брест-Литовського мирного договору Німеччина ігнорує декларацію 16 лютого 1918 року.
1 липня 1918 г. Таріба оголосила країну Литовським королівством. На престол було вирішено запросити німецького принца Вільгельма Ураха. Пропозиція ігнорувалась німецькою владою, бо ідея виходила не від них. Проте вже 2 листопада того ж року рішення про створення конституційної монархії було відкликано.
Після початку відходу німецьких окупаційних військ та початку боїв з Червоною армією 16 грудня 1918 року більшовиками була утворена Литовська радянська республіка. 27 лютого 1919 року в Вільні відбулося об'єднане засідання ЦИК Литви та СРРБ. На ньому було проголошено Литовську-Білоруську Радянську Соціалістичну Республіку (Литбіла) зі столицею у Вільні, а з 19 квітня 1919 року у Мінську.
Німці забороняють на підконтрольних територіях створювати військові підрозділи з білорусів та литовців, існують нелегально штаби полків, створені ще у листопаді 1918 року після поразки Німеччини у Першій світовій війні на західному фронті. На початку лютого 1919 року на окупованих німцями територіях з їхнього дозволу починає створюватися литовська міліція. У другій половині лютого починається формування полків Військо Литовське. На вимогу Антанти (з метою спрощення фінансування та керівництва єдиним антибільшовицьким фронтом) білоруські полки інкорпоруються в армію Литви, одержують литовські петлиці та кокарди, але свої приладові кольори (білий-піхота, червона кавалерія) при чорних петлицях по всій армії.
У лютому-березні 1919 року війська литовської Таріби, підтримані німецькими добровольцями, розпочали воєнні дії проти Літбела. У квітні 1919 року до наступальних дій на два фронти проти більшовиків та Литви приєдналася польська армія. Внаслідок настання польських військ, територія Літбела була окупована. Після радянсько-литовської війни та ув'язнення Московського договору 12 липня 1920 року Литбіл припинив своє існування. На зайнятій військами під командуванням «бунтівного» польського генерала Л. Желіговського частині литовських та білоруських територій (гібридна війна Польської Республіки) було створено тимчасову польську державну освіту Серединна Литва, у 1922 році включена до складу Польщі.
До вересня 1939 року Віленський край знаходився у складі Польщі як Віленське воєводство. 1923 року до Литви відійшов після захоплення німецької Мемель (Клайпеда). З 1919 по 1939 тимчасовою столицею Литви був Каунас.

## Міжвоєнний період
У 1922 році в Литві була прийнята конституція, що передбачала створення парламентської республіки. I Сейм, скликаний у 1922 році, обрав президентом Литви Александрас Стульгінскіса, а прем'єр-міністром — Міколас Сляжявічуса.
7 червня 1926 року III Сейм обрав Казіс Грінюса президентом, проте 17 грудня у Литві відбувся воєнний переворот, під час якого президента Грінюса було повалено. Згідно з конституцією Литви виконувачем обов'язків президента став Йонас Стаугайтіс, але він правив лише один день, після чого новим президентом Литви став лідер спілки литовських народовців Антанас Смятона, який встановив у країні авторитарний режим.
12 вересня 1934 року з ініціативи Литви у Женеві було створено політичний союз Естонії, Латвії та Литви — Балтійська Антанта.

## Ліквідація
Паралельно з подіями аншлюса, в ніч з 10 на 11 березня 1938 року на польсько-литовському кордоні стався інцидент — було вбито польського солдата. Польща відхилила пропозицію Литви створити спільну комісію для розслідування цієї події. 16 березня Варшавою був висунутий ультиматум з вимогою визнати за Польщею належність Віленського краю, викресливши з конституції параграф, який проголошує Вільно столицею Литви, та встановити дипломатичні відносини між державами (формально ще з 1920 року Польща перебувала у стані війни з Литвою, врегульованому перемир'ям). Цю ультимативну вимогу підтримала Німеччина. У польській пресі було розгорнуто кампанію із закликом походу на Каунас; Варшава почала готуватися до захоплення Литви. Берлін був готовий підтримати окупацію поляками Литви, заявивши, що його цікавить лише Мемель (суч. Клайпеда). 16 і 18 березня 1938 року М. Литвинов викликав польського посла Вацлава Гржибовського, роз'яснивши, що незважаючи на відсутність військового союзу між Литвою та СРСР, Радянський Союз зацікавлений у збереженні незалежності Литви (через геополітичні амбіції із метою мабутнього поглигання республіки) та виступає проти розв'язання війни, інакше радянський уряд денонсує без попередження польсько-радянський пакт про ненапад і у разі збройного нападу на Литву залишить за собою свободу дій. Одночасно уряду Литви було надіслано ноту, в якій рекомендувалося прийняти умови ультиматуму щодо встановлення дипломатичних відносин. Завдяки цьому втручанню вдалося уникнути збройного конфлікту між Польщею та Литвою. Польське керівництво обмежило свої вимоги двома пунктами — встановленням дипломатичних відносин і відмовитися від збройного вторгнення до Литви.
22 березня 1939 року Німеччина пред'явила Литві ультиматум із вимогою повернути їй район Мемеля, який Литва була змушена прийняти. Укладений 22 березня 1939 року договір про ненапад між Німеччиною та Литвою забезпечував відмову з боку Литви від підтримки Польщі.
23 серпня 1939 року Німеччина та Радянський Союз уклали Договір про ненапад («пакт Молотова — Ріббентропа»). Згідно до секретного додаткового протоколу до договору, Естонія, Латвія, Фінляндія та схід Польщі були включені до радянської сфери інтересів, Литва та захід Польщі — до сфери інтересів Німеччини.

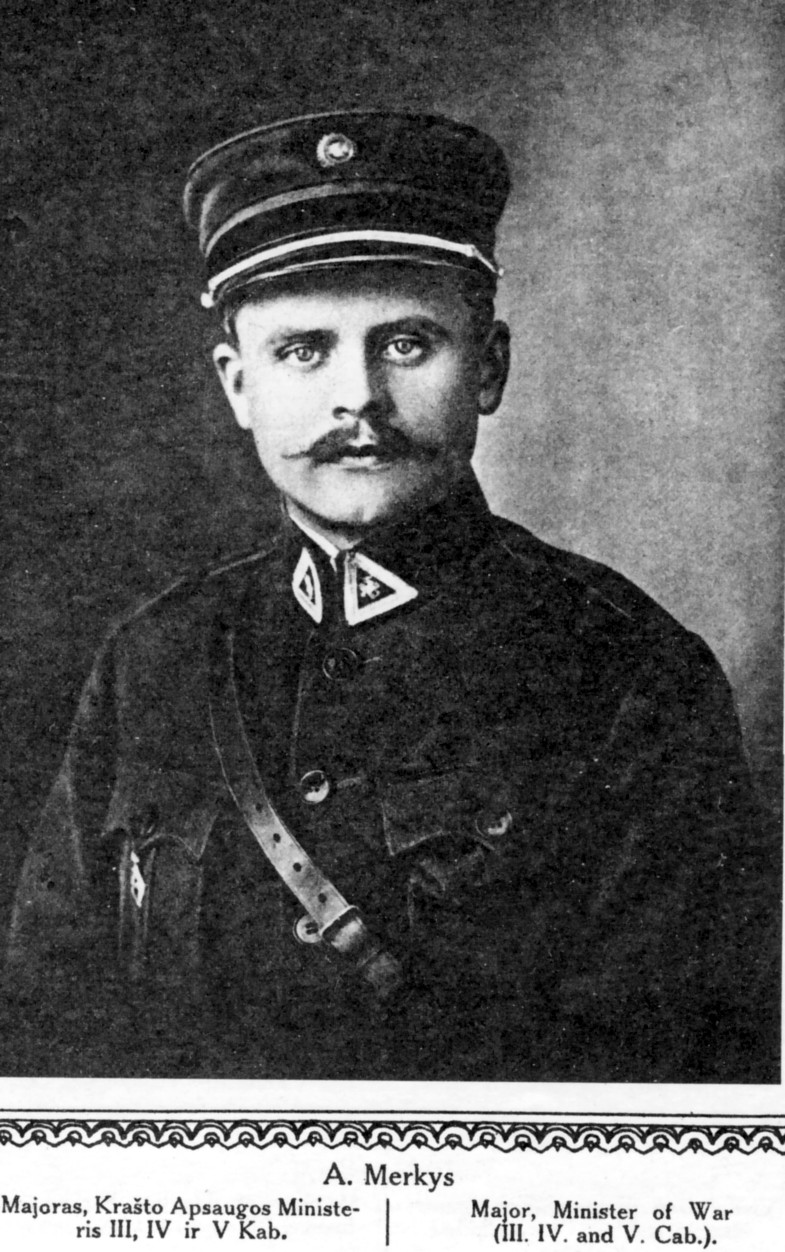
Президент Литви Антанас Мяркіс

1 вересня Німеччина почала вторгнення до Польщі. Литва оголосила нейтралітет, хоча Німеччина пропонувала Литві повернути собі Вільнюс і ще деякі землі Польщі. 17 вересня СРСР ввів війська на територію Польської Республіки, тим самим окупував її східні землі.
Територіальний поділ Польщі між СРСР та Німеччиною було завершено 28 вересня 1939 року підписанням Договору про дружбу та кордон. В результаті поділу польської території між Німеччиною та СРСР радянські кордони пересунулися далеко на захід, і СРСР почав межувати з Литвою. Спочатку Німеччина мала намір перетворити Литву на свій протекторат, проте 25 вересня, у ході радянсько-німецьких контактів про врегулювання польської проблеми, СРСР запропонував розпочати переговори про відмову Німеччини від претензій на Литву в обмін на території Варшавського та Люблінського воєводств Польщі. Цього дня посол Німеччини у СРСР граф Вернер фон дер Шуленбург відправив до МЗС Німеччини телеграму, в якій повідомив, що був викликаний до Кремля, де радянський диктатор Йосип Сталін вказав на цю пропозицію як на предмет майбутніх переговорів, і до цього додав, що у разі згоди з боку Німеччини «Радянський Союз негайно візьметься за вирішення проблеми прибалтійських держав відповідно до протоколу від 23 серпня і очікує на цю справу повну підтримку з боку німецького уряду».
10 жовтня 1939 року у Москві було підписано «Радянсько-литовський договір про взаємодопомогу» терміном на 15 років, що передбачав введення до Литви 20-тисячного контингенту радянських військ. Іншу частину віддали Білоруській РСР. При цьому СРСР «де-факто» анексував значну частину литовських етнічних земель: Ліда, Гродно, Ошмяни, Сморгонь та інші міста, і також багато інших територій, які є населеними саме литовцями. Повернення території Литві було здійснено з виконанням кінцевої вимоги про розміщення військових баз Червоної Армії у Вільнюському краї та в центрі Литви.
14 червня 1940 Радянський Союз висунув Литві ультиматум з вимогою відставки уряду, арешту декількох міністрів і посилення радянської військової присутності у республіці. 15 червня Литва прийняла ультиматум, і Червона армія увійшла до країни. У Вільнюсі було сформовано новий маріонетковий комуністичний уряд на чолі з комуністом Юстасом Палецкісом, котрого через два дні прем'єр-міністр Антанас Мяркіс на вимогу СРСР призначив виконуючим обов'язки президента і главою уряду. Посаду міністра оборони в новому кабінеті міністрів зайняв колишній командуючий литовською армією Вінцас Віткаускас, який опонував Смятоні при обговоренні радянського ультиматуму.
В умовах окупації 14-15 липня у Литві були проведені вибори в Народний сейм (з єдиним списком блоку «Союз трудового народу Литви»), який 21 липня і проголосив утворення Литовської РСР й ухвалили, щоб Верховна Рада СРСР прийняли Литву до складу СРСР, що й було зроблено 3 серпня 1940.

## Економічний розвиток
Після Першої світової війни Литва була аграрною країною. Рівень індустріалізації в Литві був дуже низьким. Основними торговельними партнерами були Німеччина, Велика Британія, а пізніше Радянський Союз. Торгові відносини значною мірою залежали від політичних відносин, особливо з Німеччиною. Таким чином, Велика Британія стала основним торговельним партнером після 1935 року, коли відносини з Німеччиною погіршилися, але пізніше під тиском Німеччини економічні відносини з Британією були обмежені і в 1940 року головним торговим партнером Литви стала Німеччина.
Незважаючи на напруженість політичного життя, у 1918—1940 роках у Литві особливо піднялася економіка країни, рівень її культурного і наукового життя в порівнянні з довоєнним рівнем. Розпочалася переорієнтація економіки держави з Росії на західні ринки. Зміцнювалися економічні зв'язки з Німеччиною, Великою Британією, Францією, Чехословаччиною, Бельгією, Швейцарією. Було створено великі державні компанії: «Maistas», «Lietūkis», «Pienocentras», а в регіонах було створено необхідну для компаній інфраструктуру. Так у різних містах країни були побудовані нові молочні корпуси. Зріс експорт м'яса, яєць і молочних продуктів.